# Symfonie nr. 10 (Brian)
Havergal Brian voltooide zijn Symfonie nr. 10 in c-mineur in januari 1954.
Brian is voornamelijk bekend vanwege zijn Symfonie nr. 1 (De gotische), die geschreven is voor solisten, koor en groot orkest en (dan) tot een van de langstdurende symfonieën gerekend werd. De tiende is met haar zestien minuten aanmerkelijk korter, maar heeft wel een uitgebreid orkestratie tot aan windmachine aan toe. Het werk is eendelig, maar de tempoaanduidingen wijzen op de klassieke symfoniestructuur: Adagio e solenne, Adagio, Allegro con fuoco en Lento espressivo. Het allegro con fuoco werd daarin gezien als een stormachtig scherzo.
Het werk was voor het eerst te beluisteren op 3 november 1958 toen Stanley Pope leiding gaf aan het Philharmonia Orchestra in een radio-uitzending vanuit een geluidsstudio. De eerste concertuitvoering zou pas plaats hebben gevonden op 17 april 1975 toen James Loughran leiding gaf aan het Hallé Orchestra.

## Orkestratie
- 3 dwarsfluiten (III ook piccolo, 2 hobo’s, 1 althobo,  2 klarinetten, 1 basklarinet, 3 fagotten (III ook contrafagot
- 4 hoorns, 4 trompetten, 2 trombones, 1 bastrombone, 1 eufonium, 1 tuba
- pauken, glockenspiel, xylofoon, triangel, bekkens, grote trom, 3 kleine strom, dondermachine, windmachine, 2 harpen
- violen, altviolen, celli, contrabassen

Symfonie nr. 1 "Gotische"  · 2 · 3 · 4 · 5 · 6 · 7 · 8 · 9 · 10 · 11 · 12 · 13 · 14 · 15 · 16 · 17 · 18 · 19 · 20 · 21 · 22 · 23 · 24 · 25 · 26 · 27 · 28 · 29 · 30 · 31 · 32